# Les Forges (Vosgi)
Les Forges è un comune francese di 2 051 abitanti situato nel dipartimento dei Vosgi nella regione del Grand Est.

## Società

### Evoluzione demografica
Abitanti censiti